# Arsin
Arsin, även känt som arseniktrihydrid eller arsan är en kemisk förening mellan arsenik och väte med formeln AsH3.
Termen arsin används inom organisk kemi för kolväten som innehåller en arsingrupp, till exempel lewisit.

## Historia
Arsin upptäcktes av den svenske kemisten Carl Wilhelm Scheele år 1775.

## Egenskaper
Arsin är en giftig och brandfarlig gas. Vid rumstemperatur oxideras den långsamt till arseniktrioxid och vatten, men vid högre temperaturer kan reaktionen eskalera. Arsin räknas därför ofta som pyrofor.

## Framställning
Arsin framställs vanligen av arsenik(III)-föreningar (som innehåller As3+-joner) och ett ämne som kan avge H–-joner, till exempel natriumborhydrid.
{\displaystyle {\rm {4\ AsCl_{3}+3\ NaBH_{4}\rightarrow 4\ AsH_{3}+3\ NaCl+3\ BCl_{3}}}}
Det kan också framställas av zinkarsenid (Zn3As2) och syra.
{\displaystyle {\rm {Zn_{3}As_{2}+6\ HCl\rightarrow 2\ AsH_{3}+3\ ZnCl_{2}}}}

## Användning

### Mikroelektronik
Arsin används huvudsakligen för att tillverka galliumarsenid till halvledare och för n-dopning av kisel och germanium.

### Stridsgas
Arsin har utvärderats för att kunna användas som stridsgas. Den är giftig, färglös och svagt doftande av senap, lök eller bränd vitlök. Ren arsin har aldrig blivit tagen i tjänst som stridsgas, främst på grund av sin brandfarlighet och att den inte är lika effektiv som till exempel fosgen. Däremot har ett flertal organiska arsiner som exempelvis lewisit använts i kemiska vapen.